# الإمبراطورية القرطاجية
الإمبراطورية القرطاجية أو قرطاج (قرطاجة بالعربية) هي الحضارة القرطاجية التي حكمت غرب المتوسط في العصور القديمة، كانت أراضي قرطاجة تشمل مناطق المستعمرات الفينيقية الأسبق منها وقامت قرطاجة ببناء مستعمرات جديدة وفي كثير من الحالات أعادت استعمار المستعمرات الفينيقية وقد جعلت تلك المستعمرات على ساحل المغرب العربي وجنوب إسبانيا من قرطاجة القائد والحامي الرسمي لفينيقيي الغرب.
قامت قرطاجة ببناء مستعمرة لها في إيبيزا في جزر البليار عام654 ق.م وقامت كذلك بتحويل الأسواق التجارية المؤقتة في مدن طرابلس الفينيقية (لبدة، أويا وصبراتة) إلى أسواق دائمة طول العام مما أنعش هذه المدن وزاد من استقرارها الاقتصادي.
وصلت مستعمرات القرطاجيين التجارية حتى جنوب البرتغال بقيادة هملكون كما قاموا ببناء المستعمرات كذلك على شواطئ الأطلسي للمغرب الأقصى، وتدل رحلة حانون الملاح على النشاط الاستعماري للقرطاجيين حيث قام بزرع العديد من المستعمرات القرطاجية على ساحل المغرب الأطلسي بهدف توطين الكثير من الفينيقيين هناك.
وكانت قرطاجة تحكم 300 مدينة في الشمال الأفريقي وحده قبل أندلاع الحروب البونيقية (264-146ق.م)، وبلغ عدد سكان مدينة قرطاجة ذاتها ال700،000 نسمة. وكانت المدن الفينيقية الغربية تتمتع بالحكم الذاتي لكن في ظل سيادة قرطاجة عليها ويقدر أن عدد رعايا الإمبراطورية القرطاجية بلغ ما بين ثلاثة وأربعة ملايين نسمة. وقد كان سكان تلك الإمبراطورية خليطا من الفينيقيين والليبيين الأمازيغ والإيبيريين والسردينيين وحتى بعض الجاليات اليونانية والإتروسكية.
كانت للفينيقيين أنفسهم جاليات تقيم في المدن الإتروسكية في إيطاليا القديمة مثل مدينتي (بيرغي) و(جرافيسكا) اللتين تطلان على البحر المتوسط وتقعان شمال نابولي، فقد جاء في لوحات بيرغي الشهيرة والتي كانت تعدّ ميناء لمدينة (كايري) الإتروسكية أن ملك الأخيرة المدعو ثيفاري فالياناس قد أقام معبدا للآلهة الفينيقية عشتروت في حوالي العام 500 ق.م، وفي أعمال المجالس الشعبية.

## النظام السياسي
في قرطاجة زالت الملكيّة الوراثيّة باكراً وحلّت محلّها الملكيّة الانتخابيّة، ومع أنّ الملكيّة جمعت في نفسها وظيفة الكهنوت والقضاء والإدارة التّنفيذيّة، فإنّ انفصال القيادة الحربيّة والسّلطة العسكريّة عنها أضعف مركزها وسيطرتها. ثمّ إنّ الملكيّة نفسها انحطّت في أوائل القرن الرابع ق. م إلى حالة الانتخاب السّنويّ بواسطة الكليّة الانتخابيّة. وهكذا نجد الدّولة القرطاجيّة تتّجه رويداً نحو الدّيمقراطيّة السّياسيّة، بعد أن كاد احتكار بيت ماقون سلطة الإدارة الممثّلة في السّوفتين وقيادة الجيش يعيدها إلى ملكيّة.
إنّ أهمّ عصور الدّولة القرطاجيّة كان عصر مجلس الشّيوخ ومجلس الحكماء ومجلس الشعب
- مجلس الشيوخ: يتكون من 300 عضو يتم اختيارهم لمدى الحياة من بين الطبقة الثرية. وهو أبرز الهيئات وأعلاها شأنا، ويتولى جميع شؤون الإدارة العليا، ويقرر أمور السلام والحرب ويولي قواد الجيش ويعزلهم وإليه يعود الملوك ومنه يستمدّون قوّتهم، وله الحق –في حالة الضرورة- أن يعقد جلسات سرية ولا يذيع نتيجة التصويت أو يؤجل إذاعتها.
- مجلس الحكماء: يلي في الأهمية مجلس الشيوخ. تتكون من 104 أعضاء يتم انتخابهم حسبما أظهروه من كفاءة. مهام المحكمة وسلطاتها مراقبة الملوك وجميع الحكام وتقديمهم للقضاء إذا أخلوا بواجباتهم.
- مجلس الشعب: هيئة منتخبة من المواطنين تعرض عليها جميع المسائل التي لم يحصل في شأنها الاتفاق بين الملكين من حهة وبين مجلس الشيوخ من جهة أخرى، وتكون لها الكلمة النهائية. وكانت قرطاج بذلك من أوائل الدول في العالم القديم التي عاشت تجربة النظم الشعبية الخالصة.
- الجمعيات: وهي جمعيات سياسية ودينية تعدّ أقساما وشعبا انتخابية. كل عضو في أي من هذه الجمعيات ينتخب داخل شعبته، لكن رأي الأغلبية يعدّ رأي الشعبة كلها ويحسب صوتا واحدا في الانتخاب العام. وينظر أعضاء هذه الجمعيات في شؤون الدولة، وفي أعمال المجالس الشعبية.

### الأرستقراطيّة
في هذا المكان نجد الدّولة الأرستقراطيّة المؤلّفة من طبقة التّجار الأثرياء وأصحاب الأملاك الواسعة، ولكنّ قبض أسرة ماقون على الجيش والإدارة معاً بالتّعاقب أوجد خطراً عظيماً على الأرستقراطيّة بإمكانيّة إعلان هذه الأسرة نفسها أسرة مالكة. فلما أنشئ مجلس الـ104 أصبح هذا المجلس صاحب السّلطة العليا في الحكم على موظّفي الدّولة وقواد الجيش ورجال مجلس الشّيوخ والملوك المنتخبين سنوياً أو السوفت. ومع أنّ قسماً من هذا المجلس كان ينتخب سنويّاً من الشّعب فإنّ نفوذ الطّبقة الغنيّة واستعمال المال وعدم وجود مادّة تمنع قابليّة إعادة انتخاب الأعضاء على طول الحياة، جعل هذا المجلس يمثّل حكم الطّبقة. ولكنّه كان في كلّ حال خطوة واسعة نحو الديمقراطية، إذ إنّ مرتبة المتموّلين لم تكن طبقة خاصّة قائمة بنفسها ومنفصلة عن عامّة الشّعب، بل كانت مرتبة يتعاطى أهلها الأعمال التّجاريّة ويمتزجون بالشّعب. وهذه كانت ميزة للطّبقة الحاكمة في قرطاجة، وإنّ الطّبقات في الدّول السّوريّة البحريّة لم تتحدّد التّحدّد الّذي نراه في غيرها. ولقد تمّ نشوء هذا المجلس الّذي كان يقصد منه وضع حدّ للعائلة المسيطرة على شؤون الدّولة بدون أن تلجأ هذه إلى مقاومته، فبرهنت الدّولة القرطاجيّة بذلك على مرونة سياسيّة كبيرة جعلتها فوق جميع الدّول والإمبراطوريات التي تقدّمتها أو عاصرتها. وماير يقول إنّه لم يكن بين جميع دول الإغريق دولة واحدة بلغت أو كادت تبلغ ما بلغته قرطاجة من وسائل القوّة والاتّساع. ولا يعطي ماير قرطاجة حقّها الكامل حين يقول إنّها جديرة بأن تكون، من حيث التّرتيبات السّياسيّة، مثالاً يقتبس عنه الإغريق من بعض الوجوه.
ألغت محاولة الجمهوريّة الإغريقيّة الدّولة أو كادت تلغيها. وإنّ الأسلوب الّذي جرت عليه الدّولة في تقدّمها وارتقائها كان الأسلوب السّوريّ الّذي ارتقى في قرطاجة إلى الدّيمقراطيّة ووضوح الحقوق المدنيّة والحقوق الشّخصيّة مع بقاء الدّولة شيئاً متميّزاً عن الشّعب، مؤسّسة لا يمكن أن تعرّض لعبث الجمهور. والحقيقة أنّ نظام الدّولة القرطاجيّة كان معرّضاً لانتقادات بعيدة عن الصّواب، إذ ليس معقولاً، من الوجهة المنطقيّة، أن تتمكّن مؤسّسة فاسدة من إنشاء إمبراطورية واسعة جدّاً وربح حروب عديدة في البرّ والبحر وإدارة هذه الإمبراطورية الضّخمة طوال قرون. فقد أخضعت قرطاجة جميع الشّعوب الأمازيغ في تونس ومراكش وسيطرت على قبائل البدو المجاورة وألحقت بسلطتها المدن الفينيقيّة على الشاطئ الأفريقيّ واحتكرت الجنوب الغربيّ من البحر المتوسط والمحيط الأطلسي. وإدارة دولة بهذه المساحة تقتضي نظاماً راقياً قويّاً ومؤسسات ثابتة.
ولقد ميّزت قرطاجة بين رعاياها الفينقيّين. وصحيح أنّ المدن الفينيقيّة الّتي كانت في البدء حليفة قرطاجة أصبحت خاضعة لها وداخلة في نطاق حقوقها، مع احتفاظها بحكوماتها الخاصّة، ولكنّ ذلك جعل أبناء هذه المدن مساوين للقرطاجيّين في الحقوق الشّخصيّة والمدنيّة فكانوا يترقّون في الجيش ويحقّ لهم تسنّم المراتب العالية فيه. ولهم نفس مرتبة القرطاجيّين تجاه الشعوب الحاميّة المخضعة ولكنّهم كانوا فاقدي الحقوق السّياسيّة.
لم تعرف قرطاجة الثوّرات الدّمويّة العنيفة وهذه الحقيقة تدلّ على أنّ الدّولة لم تسر على طريقة الإرهاق. وإذا كان هنالك ضغط فهو قد تناول العبيد واللّيبيين الّذين كان يصعب على الفينيقيّين الامتزاج بهم وإدخالهم في متّحدهم ولذلك لم تتمكّن قرطاجة من منح هؤلاء حقوق أبنائها، كما فعلت روما فيما بعد مع الشّعوب الّتي دخلت ضمن إمبراطوريتها. وروما نفسها، لم تسلّم بتساوي اللاّتين وأبنائها إلاّ بعد حروب عنيفة ومشاكل صعبة.
إنّ المعضلة السّياسيّة العظمى الّتي كانت تواجهها قرطاجة هي النّزاع الشّديد الصّامت بين الطّبقة القابضة على زمام السّلطة وإمبراطور الجيش. والحقيقة أنّ هذا النّزاع كان السّبب الرئيسيّ في خسارة الحرب الفينيقيّة الثّانية مع روما. ففي هذه الحرب الطاحنة الّتي وضع خطّتها هانيبعل أعظم نابغة حربيّ في كلّ العصور وكلّ الأمم، سلك مجلس قرطاجة خطة غريبة تجاه هذا القائد القرطاجيّ العظيم، فقد اهتمّ هذا المجلس بإرسال المدد إلى الميدان الإسبانيّ ولم يتّخذ أيّ تدبير حاسم لإيصال المدد الضّروريّ إلى الميدان الإيطاليّ. إنّ حنبعل (هانيبال) كان يدرك جيّداً أنّ الضّربة القاضية الّتي يمكن إحدى الدّولتين المتنازعتين أن تنزلها بالأخرى يجب أن تكون في مركزها، ولذلك زحف على روما ذلك الزّحف الرّائع مجتازاً جبال الألب الشّاهقة حتّى بلغ أسوار روما وقد دبّ فيها الرّعب على أثر معركة كاناي المخلّدة نبوغه وهلع قلب شعبها لتناقل العبارة (187)Hannibal ad Portas!. ولكنّ مجلس قرطاجة بقي غارقاً في دسائسه ضدّ القائد ذاهلاً عن المرمى البعيد الّذي رمى إليه حنبعل.

### الصراع السياسي
وفي قرطاجة، كما في روما، كان نزاع شديد بين حزب الشّعب والطّبقة القابضة على مقاليد الأمور. ومع أنّ المبدأ المعترف به في قرطاجة كان مبدأ سيادة الشّعب، إذ كان من المقرّر أن يستفتى الشّعب في كلّ اختلاف بين المجلس والمراجع الحكوميّة، فإنّ هذا المبدأ ظلّ بعيداً عن التّحقيق بسبب مناورات الطّبقة الحاكمة وبذل المال. ولكنّ الكوارث الّتي نزلت بقرطاجة في الحرب بونيقية الأولى وخسارة الحرب البونيقية الثانية الّتي كانت كفتها فيها راجحة، قوّت روح الاستياء في شعب المدينة ونشط الحزب الدّيمقراطيّ ومكّن هاني بعل من تحقيق إصلاحه الدّيمقراطيّ بإلغاء إعادة انتخاب أعضاء مجلس ال104 أكثر من مرّة واحدة وتحوير بعض القوانين الإداريّة والماليّة فكان هذا الإصلاح سابقة للإصلاح الغراقيّ في روما.
أعطى إصلاح حنبعل قرطاجة الدّيمقراطيّة الصّحيحة والاتّجاه الدّيمقراطيّ الفعليّ. ولم يبق أمام قرطاجة لاستعادة حيويتها الإمبراطورية سوى تمديد الحقوق السّياسيّة المركزيّة إلى المدن الفينيقيّة التّابعة أو الموالية لها ورفع الحقوق الشّخصيّة والمدنيّة في الشّعوب اللّيبية الّتي ظلّت موالية لها، وإعادة تنظيم الجيش على أساس قوميّ بدلاً من الجيش المستأجر الّذي كان يؤلّف أهمّ قسم من القّوات المحاربة. ولكنّ روما لم يكن يهدأ لها روع ما دامت ندّتها العظيمة قيد الوجود فظلّ كاتو يختم كلّ خطاب من خطبه في مجلس الشيوخ الروماني بهذه العبارة «أعتقد أنّه يجب تدمير قرطاجة» حتّى كانت الحرب الفينيقيّة الثالثّة الّتي انتهت بخراب المدينة وقتل معظم أهلها وجلاء الباقين عنها.
وصف أرسطو حكومة قرطاجة في 340 ق م وقال أنها كانت أساسا حكومة أغنياء المدينة، وأن أساس نجاحها كانت نموها اقتصادية الدائمة واستعمارها، فهكذا كل مواطن رأى أن حاله كان يتحسن. وكان أكبرهم الـ"شوفط"، قاض القضاة، وقائد الجيوش الذي لم يدخل في حكومة المدينة، وفي القديم أيضا كان لهم ملوك. تحتهم كان مجلس الشيوخ وتحتهم مجلس المدنيين. واختيار الشوفطين والملوك كان حسب حسنهم ومالهم، ولا يرتبط بعائلتهم. ويذكر أرسطو أن من أراد أن يجادل رأي الملوك والشوفطين يستطيع أن يفعل ذلك لما خاطب الملوك والشوفطين الشعب. ولمعظم تاريخهم كان جنودهم أجراء وليس حلفاء، وأحيانا أصبح هذا مشكلة كبيرة كما رأينا.